# Vidding
Vidding（ヴィディディング）とは、1つまたは複数の映像からミュージックビデオを作成し、それによってそのコンテンツ自体を新しい方法で探索するという、二次創作の手法である。作者は、単一のキャラクター、キャラクター間における特定のカップリングに焦点を合わせたり、原作を批判または称賛する目的で、各作品における映像の切り抜きを選択していると思われる。結果として得られるビデオは、YouTubeなどの動画共有サービスを介して共有される事例も存在する。製作者は自らを"Vidder"、作品を"vis", "fanvids", "songvids"近年では"edits"と呼び、行為自体はViddingと呼ぶ。
Viddingはファンダム内での作品として公開される場合が多い。しかし、ViddingのファンはViddingであるという理由だけで作品を視聴することが多いため、Viddingというジャンル自体がファンダムと見なされることもしばしば発生する。そのため、Viddingには動画に VividconやVidUKonといった、専用のファンコンベンションが存在する。
アニメ・ファンダムにおいて、Vidderが作成したファンビデオは、作品から明確に判別が可能。アニメ映像を用いたファンメイド・ミュージックビデオは、Fanvidsではなく、アニメ・ミュージック・ビデオまたはAMVと呼ばれる。多くのAMV作者は男性だが、 Vidderの大部分は女性である。   

## 歴史
キャンディ・フォングがスライド映写機のスタートレックの静止画をカセットプレーヤーの音楽と同期させたものが、Viddingの始めとされている。該当作品は1975年にBjo TrimbleのEquicon/ Filmconで最初に公開された。彼女はファン・コンベンションで、ライブカットを用いたVidsの上映を行っており、現在もファン・コンベンションは主要なVids視聴会場の1つとなっている。1970年代半ばに家庭用ビデオカセットテープレコーダーが利用可能になると、ファンコンベンションで上映されたものがファンに配布できる媒体で記録された、実写Vidsの制作が開始された。 Vidsの作成には、かなりの技術的および芸術的スキルが必要とされる。多くの場合、複数の映像素材を同じテープに配置や、正確なタイミング操作が必要とされることが原因にあげられる。一般的なVidsの制作には6〜8時間かかるとされ、より長時間が求められる作品も存在した。女性を中心としたVidderコミュニティーでは、制作のノウハウを共有しあっており、1980年代から1990年代にかけて、California CrewやGloRo Productions、Bunnies from Hell、Chicago LoopやMediaCannibalsなどの制作集団を形成している。集団内で知識や機器の共有が行われたことで、より技術的に複雑なVids制作が可能となった。 SterlingEidolanとCaliforniaCrewのサブグループであるOddWomanOutは、1990年にメタVids"Pressure"を制作しており、Vidsを作る実際の過程や女性Vidder、そしてビデオデッキ時代の制作スキルを記録している。
デジタルメディアの台頭や帯域幅の拡大、 iMovieやWindowsムービーメーカーなどの基本的な、Vegasなどのより専門的なビデオ編集ソフトウェアの普及に伴い、Viddingが容易になりかつ公開が可能な場も増加した。その結果、Vids、Vidderの数もともに急増した。 デジタル時代においては、Vidsはより個性的になり、寄合はほとんど存在しなくなった。ただし、2つ以上の動画を合体させる「合作」という形式では、複雑な共同作品を制作する動きが存続している。 Ask.fmアカウントでは、Vidder、特に女性製作者間での知識共有がされている。
外部コミュニティがVidsやViddingの文脈を理解できないという懸念、著作権や知的財産に関する懸念が存在するため、経験豊富とされるVidderの多くは、自身の作品がYouTubeのような公共の場で簡単に視聴されるようにしないようにしている。しかし、この傾向は近年になって変わりつつある。 
ニューヨーク、Museum of the Moving Imageは、2013年6月29日から10月14日まで、キャンディ・フォングのオリジナルからLuminosityの"Vogue(300)"まで幅広いスタイルのハイライトを含む「Cut Up」という展示会を開催した。
以下に展示作品のリストを記載する。
- "Both Sides Now" - 作者: Kandy Fong（1980）
- "TempersofRevenge" - 作者: MVD、CarenParnes（1984）
- "データの夢" - 作者: Shadow Songs (1994)
- "A FannishTaxonomyof Hotness（Hot Hot Hot）" - 作者: Sandy、Rache（2005）
- "I Put You There" - 作者: Laura Shapiro、Lithiumdoll (2006)
- "Vogue（300）" - 作者: Luminosity（2007） [12]

## 研究コミュニティ
主なViddingの研究コミュニティは3つ存在する。 
- MediaWest vidders: 1970年代に始まり、vidルームを提供したMediaWest*Conに集合していた。Vidsは繰り返し上映され、1日中人の出入りがあった。 MediaWestのVidsは、多くの背景（原作の知識を含む）を持たない人々が理解することを目的としているため、多くの場合は、壮観かつ派手で面白さを重視している。
- Living room vidders: Mary Van Deusenのフォロワーの集まりであり、静かな環境でファンが何度もVidsを見られるように設計されている。この場でのVidsは、視聴者が原作に精通し、複数の視聴を通じてVidsの視覚的な選択を研究するよう呼び掛けており、Vidderの主張を理解できるようにしていた。通常、原文を理解し、詩の歌詞を学び、視覚的な比喩や原作からの変更を注視し、コミュニティに参加することを要求しているところから、Living roomでのVidsを完全に理解することは、詩の分析に最も似ているとされた。
- San Francisco vidders: メアリー・ヴァン・デューセンとそのフォロワーであるとコミュニティのメンバーは語っているが、美術学校由来であるとされる。このコミュニティは1990年代後半から2000年代初頭に登場し、従来のViddingよりも視覚的で色や動きの使い方に関心を持っていることで定義されている。

YouTubeなどのビデオ共有サイトが発達した時代では、これらのコミュニティ間だけでなく、AMVやMachinima、ポリティカル・リミックス・ミュージックビデオ間での相互的な影響が確認されている。   

## 用語
Viddingは、ファンダムに共通するような用語とは別に、Vidding固有で発達した用語も使用している。例えばViddingコミュニティ内で「MM」はマルチメディアを表しており、複数の素材から作成されたVidを意味する。「Garbage can Vid」は、数十または数百もの番組や映画からの素材を用いたマルチメディアVidである。よく使われるVidding用語として、「スラッシュ」が存在する。2人のキャラクター（通常は異性愛者）の映像を組み合わせて、そのVid内の世界では同性愛者としての絆を描写することを指しており、スラッシュが2人の女性に適用される場合、それはフェム・スラッシュと呼ばれる。

## コンテンツ
Fanvidsは、テレビ番組、映画、場合によっては公式MVの素材に基づいて作成され、元のビデオと歌詞を並べて議論する。Vidsでは、音楽はサウンドトラックではなく、分析デバイスとして用いられる。Fanvidsは、物語の物語と視覚詩のクロスとして機能する可能性がある。これは、作者がソースをどのように見るかという1つの側面を提示するために、ソース資料自体を使用する視覚エッセイの形式である。元の素材を斬新な方法で再構成する可能性がある。あるいは、Vidsは、重要なバックアップのない論文のステートメントに似た、一連のショットをつなぎ合わせたものにすぎない場合がある。
多くのFanvidsは、制作者が関心を持った映画やテレビ番組コンテンツでのカップリング(Shipping)に焦点を当てている。例として、既存のロマンチックなシーンに対して、編集や曲の変更で雰囲気を強調させる、シーンの並置や継合わせによって、原作にないカップリングを演出するなどが当てはまる。そのようなVidsの制作者は、任意のカップリングが存在するというVids内の設定に合うように、映像を編集してシーンを遡及的に変更することもある。このような傾向により、Shipwar(解釈論争)やOTP(One True Pairing)などの用語を含んだ、そのコミュニティ独自の新規語彙が動画作成者の間で必然的に使用されるようになった。
YouTubeでのViddingは広大なコミュニティであり、現在数十万人のユーザーが参加している。

## 著作権とフェアユース
ニューメディアとデジタル化の時代、テレビとオンラインメディアがますます混合されるにつれ、プロシューマーは著作権で保護された素材から作品を制作することが可能になった。
アメリカの著作権法は、Fanvidsで用いられた映像、音楽の切り抜きの権利を、その素材を最初に制作した人の所有物と見なしている。その結果、一部の、ファンや弁護士は、Fanvidsが著作権法に違反している事実を危険視している。Organization for Transformative Worksなどに所属するファンや弁護士は、動画イメージの小さな断片のみが創造的に使用されかつ利益が得られないことを理由に、Fanvidsはフェアユースに該当すると主張している。 
YouTubeなどのウェブサイトは、著作権で保護されたコンテンツのアップロードに注意を払っている一方で、何千ものFanvidsがアップロードされている。 
しかし近年において、ジェームズ・H・ビリントン（米国議会図書館長）は、セクション1201規範作成に関する声明の中で、DVDのセキュリティプロトコルの迂回は、迂回に対するDMCA法の対象にならないことに言及した。ビリントンは特に、Vidsを含む「非営利ビデオ」の作成を許可している。 